# Stejnopohlavní manželství v Grónsku
Stejnopohlavní manželství je v Grónsku, autonomní součásti Dánského království, legální od 1. dubna 2016. Teritorium předtím umožňovalo od 1. července 1996 homosexuálním párům uzavřít registrované partnerství.

## Registrované partnerství
Dánský zákon o registrovaném partnerství byl účinný od 1. října 1989. Návrh zákona o rozšíření jeho aplikace i na Grónsko přijal grónský parlament 14. května 1993 (15 pro, 0 proti a 12 zdržení se). Dánský parlament jej ratifikoval 28. března 1996 (140 pro, 1 proti) a dánská královna Markéta II. jej podepsala 26. dubna 1996. Účinným se stal 1. července 1996. Zákon dával registrovaným partnerům téměř stejná práva, jako mají manželé, vyjma:
- Společné adopce dětí
- Zákon explicitně vymezující pohlaví manželů se neaplikoval na registrované partnerství
- Ustanovení mezinárodních dohod se nevztahovala na ty signatáře, kteří se zákonem nesouhlasili

V roce 2002 bylo uzavřeno první registrované partnerství.
Zákon byl zrušen a nahrazen stejnopohlavním manželstvím 1. dubna 2016.

## Stejnopohlavní manželství
Návrhem zákona o přijetí v Dánsku legalizovaného stejnopohlavního manželství se grónský parlament zabýval v prvním čtení 25. března 2015  a 26. května 2015 jej o druhém a finálním čtení jednomyslně přijal.
Povinnou součástí grónského legislativního procesu byl také souhlas dánského parlamentu a dánské královny Markéty II. 28. ledna 2015 se jím proto zabýval také dánský jednokomorový parlament Folketing, který naplánoval jeho první čtení na 26. května 2015 společně s projednáváním v grónském parlamentu. Účinným se měl stát už 1. října 2015, ale kvůli parlamentním volbám se to nestihlo. Velmi podobný návrh s nepatrnými změnami byl znovupředložen Folketingu 29. října 2015 s datem prvního čtení 5. listopadu 2015.  Druhé čtení proběhlo 14. ledna 2016 a finální 19. ledna 2016. Královský souhlas získal 3. února a účinným se stal 1. dubna 2016 , kdy byl také sezdán první homosexuální pár.